# Solsona (Spagna)
Solsona è un comune spagnolo della Catalogna, di 9 233 abitanti. Il capoluogo è una cittadina dei Pirenei posta su un roccione sopra il fiume Negre all'altitudine di 670 m s.l.m. È capoluogo della comarca del Solsonès, sede vescovile e cittadina monumentale ricca di tradizioni gelosamente custodite. La sua economia si basa sull'agricoltura, l'allevamento del bestiame e il commercio.

## Storia
Resti archeologici della zona indicano la presenza umana durante l'età del ferro. I Romani la occuparono e la chiamarono Setelsis, i Visigoti le mutarono il nome in Celsona che si mutò poi nel toponimo attuale. La dominazione araba fu di breve durata e la città fu conquistata dall'imperatore, Ludovico il Pio, riconquistata dagli Arabi e presa definitivamente nell'anno 870 da Goffredo il Villoso,   Conte d'Urgell. I conti di Urgell, Goffredo e Sunifredo II, suo successore, la ripopolarono e agli inizi del X secolo l'abitato si consolidò, si costruirono il castello e una chiesa. La città, in quel tempo sotto due giurisdizioni del vescovo e del duca di Cardona, partecipò attivamente con suoi uomini alla riconquista di Lleida, Segarra e Penedès, i conti di Urgell vollero come patrona della Reconquista Santa Maria de Solsona ed essere sepolti, quando sarebbero morti, nel Monastero di Solsona considerato allora famoso in tutta la Spagna.
Nel XIII secolo nacque il mercato settimanale, che ancora oggi si celebra ogni venerdì, e si stabilì in città una colonia di ebrei. La popolazione crebbe e si ebbe anche una certa prosperità grazie allo svilupparsi delle attività commerciali che spaziarono dall'Africa settentrionale alle regioni europee. Nel 1299 si diede inizio alla costruzione della chiesa gotica. Nel 1348 la città fu colpita da una grave epidemia di peste nera che causò molta mortalità e spopolamento dando inizio ad un'epoca di decadenza durante i secoli XIV e XV.
Nella seconda metà del XVI secolo nella Francia meridionale vi erano diversi protestanti che facevano frequenti incursioni nei Pirenei spagnoli per diffondere il loro Credo e le montagne erano infestate da banditi. Ciò preoccupò il cattolicissimo re Filippo II che pensò di porvi rimedio creando a Solsona una nuova sede episcopale, chiedendo pertanto a Roma l'autorizzazione, che fu concessa nel 1593 dal papa Clemente VIII. La chiesa dell'antico monastero dei canonici diventò la Cattedrale. Un anno dopo Filippo II concesse a Solsona il titolo di "città" coi privilegi che ciò comportava. Nel 1620 i Domenicani istituirono l’Universitat Literaria e nel 1652 scoppiò l'epidemia di peste che stava sconvolgendo tutta l'Europa. Nel 1714 durante la guerra di successione Filippo V chiuse l'Università e depose il vescovo che aveva sostenuto l'arciduca Carlo. Nel 1810 le truppe francesi occuparono la città e su ordine del loro comandante il generale MacDonald incendiarono la Cattedrale. Alla morte di re Ferdinando VII la Spagna ebbe un Parlamento una vita politica molto agitata: continui colpi di stato militari, sette costituzioni diverse fra il 1812 e il 1876, un breve cambio di dinastia con la salita al trono di Amedeo di Savoia figlio del re d'Italia Vittorio Emanuele II, una repubblica che non durò più di un anno e ben tre guerre alimentate dal ramo carlista dei Borboni che non voleva accettare la successione al trono da parte delle femmine, nel caso specifico di Isabella II figlia di Ferdinando VII che salì al trono con la reggenza della madre Maria Cristina.
All'inizio della prima guerra carlista nel 1833 Solsona venne a trovarsi al centro delle operazioni militari e ne uscì distrutta.
Nella seconda metà del XIX secolo cominciò il recupero economico della città che fra l'altro col concordato fra la Spagna e la Chiesa di Roma nel 1851 aveva subito la soppressione della sede vescovile e iniziò la lotta per riottenerla. La rivoluzione industriale che favorì lo sviluppo di diverse località della Spagna nel corso di questo secolo non toccò Solsona che attese invano il collegamento alla rete ferroviaria, le strade di accesso per autoveicoli tardarono ad arrivare cosicché le grandi industrie si stabilirono altrove e molte famiglie emigrarono dove si avevano migliori possibilità di lavoro, poi la situazione demografica si stabilizzò.
In una recente statistica la ripartizione dei lavoratori secondo il settore d'impiego vede il 50,4 % occupati nei servizi in crescita rispetto a 10 anni prima, il 19,1% nelle costruzioni pure in crescita, in calo invece nell'industria e artigianato col 24,9% ed anche nell'agricoltura col 5,6%.

## Monumenti e luoghi d'interesse
- Portal del Pont porta della città del Settecento.
- Palau Episcopal palazzo vescovile del 1779 costruito da Francesc Pons.[1]
- Museu Diocesá i Comarcal sistemato nel Palau Episcopal è dedicato in prevalenza all'arte medioevale romanica e gotica della Catalogna; possiede anche una collezione di ceramiche dell'Età del ferro.[1]
- Museu de la Sal sistemato in un'altra ala del palazzo contiene cristalli salini provenienti dalle saline di Cardona.
- Plaça de San Joan piazza con al centro una fontana del XV secolo.
- Ajuntament palazzo municipale in cui ha anche sede la Secció Etnològica di folclore e artigianato locali.
- Esglesia primitiva de Santa Maria del XII secolo con campanile a pianta quadrata.
- Torre de les Hores del XVIII secolo.
- Seminari del XVIII secolo.
- Catedral edificio di stile gotico dei secoli XIV-XV, con tre absidi in stile romanico (XI secolo) e portali barocchi. All'interno si trova la statua della Virgen del Claustre (XII secolo), scolpita di artisti di Tolosa.[1]
- Claustre chiostro di fianco alla cattedrale del XVIII secolo.
- Ermita de Sant Honorat romanica del XII secolo.

## Dintorni
A 2 km il Parque de la Mare de la Font con cascate, ponti e giardini.
A 5 km Olius villaggio con casolari sparsi dei secoli dal XVI al XVIII con la chiesa romanica di Sant Esteve del secolo XI e il Castell de Castellvell del XV secolo, entro il quale è il Santueri d'el Remet.
A 13 km El Miracle, villaggio ai piedi delle rovine del Castell Riner. Ha il Santueri d'el Miracle complesso del XVI secolo rimaneggiato più volte situato nel luogo di apparizione della Vergine nel 1458. All'interno un enorme retablo barocco del 1758 e una statua della Vergine del XV secolo.
A 14 km Navès con diverse chiesette romaniche e con le rovine del Castell de Navès e del monastero benedettino di Sant Pere de Grandescales
A 33 km Sant Llorenç de Morunys villaggio cinto di mura all'altitudine di 925 metri s.l.m. con la chiesa Parroquial romanica del secolo XI e con il Museu de la Vall de Lord che espone una collezione di notevoli pitture gotiche in retabli di diversi pittori dei secoli XIV e XV. Sopra il villaggio di 885 abitanti c'è la moderna stazione di sport invernali del Port del Comte a 1800 metri d'altezza s.l.m.

## Feste
Molte delle feste di Solsona sono rivolte a recuperare tradizioni popolari.
Il 17 gennaio si celebra la Festa di Sant Antoni Abat con la partecipazione dei carrettieri e degli animali di cui è protettore.

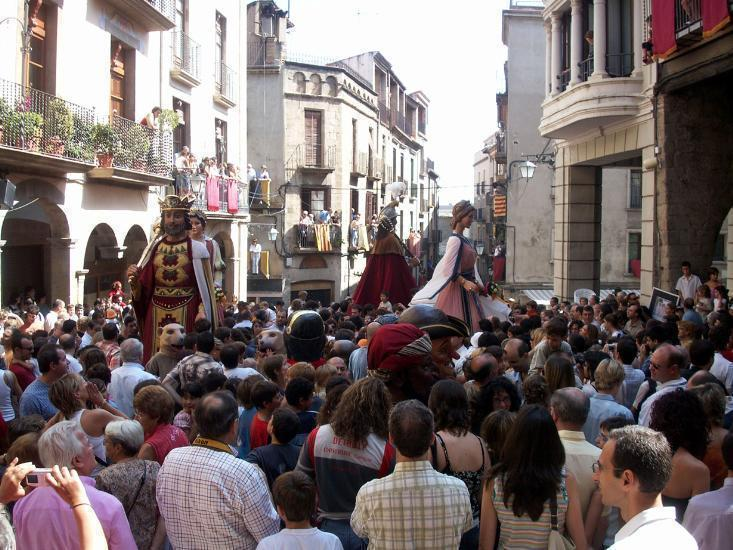
La festa dei Gegants per le strade di Solsona

Il Carnaval è festeggiato nel mese di febbraio con diverse manifestazioni pubbliche popolari, la partecipazione dei Gegants, simulacri di giganti mossi da uomini nascosti all'interno nella piazza maggiore, con balli tradizionali, esibizioni di gruppi musicali, fuochi artificiali e la chiusura con l’interrement de Carnestoltes.
La Fira de Sant Isidro si svolge dal 14 al 16 maggio con mostre del bestiame bovino, dell'artigianato, fiera del trattore d'epoca, tiro al piattello, concorso di fotografia, concorso della razza bovina bruna dei Pirenei e feste musicali nelle piazze.
Nei mesi d'estate la Mostra d'arte jove consiste nel mettere in mostra qualsiasi attività artistica giovanile, dalla pittura alla scultura alla fotografia, ai recitals di poesie, ai concerti musicali, alla danza.
Il Cicle de Concerts d'Estiu si effettua in luglio e agosto con variata offerta musicale: melodie barocche, musica classica, rock catalano, esibizioni di cantautori, spettacoli di danza.
Sempre in estate si svolgono il Festival internacional de musica antiguae l’Academia Internacional de Musica
In agosto ci sono il Festival de Musica de la Catalunya Central, la Trobada de Gigantons e l’Open Internacional de escacs (gare internazionali di scacchi). In settembre le feste sono: la Tratorada popular gara di abilità con trattori d'epoca e la Trobada d'Acordionistescon esibizioni in piazza di gruppi musicali. In settembre si ha Corpus i Festa Mayor con manifestazioni varie. È una festa che risale al XVII secolo e di tale epoca ha recuperato le modalità di effettuazione. Il Cicle cultural d'Hivern che si svolge nei mesi d'inverno è destinato ai bambini con spettacoli vari e agli adulti con rappresentazioni teatrali.
In dicembre c'è la Marató de TV 3 e chi non partecipa alla maratona popolare festeggia in piazza maggiore con musica e danze tradizionali.